# Premis Ondas 2003
Els Premis Ondas 2003 van ser la cinquantena edició dels Premis Ondas, lliurats el 27 de novembre de 2003 al Barcelona Teatre Musical.
La cerimònia va ser presentada per Gemma Nierga i Iñaki Gabilondo, en col·laboració amb l'humor d'El Gran Wyoming, que van amenitzar la gala. La festa va comptar amb les actuacions musicals d'Alejandro Sanz, Natasha St-Pier, Antonio Orozco, Malú, La Oreja de Van Gogh, Bebo Valdés amb Diego el Cigala, Sting i Phil Collins. L'acte va ser retransmès en obert i en diferit per Canal +.
Prèviament a la gala, al migdia, l'alcalde de Barcelona, Joan Clos, va realitzar el tradicional esmorzar amb tots els premiats al Palau de Pedralbes.

## Premis de ràdio
- Millor programa de ràdio de difusió nacional: No es un día cualquiera de RNE
- Millor programa especial o millor cobertura d'un esdeveniment nacional o internacional: Serveis informatius de Cadena SER, amb especial referència a la seva redacció de Radio Galicia durant la crisi del Prestige
- Millor programa o espai radiofònic que destaqui per la seva originalitat, innovació o servei a la societat: Capital de Radio Intereconomía
- Menció especial del jurat: Bienvenidos de Canal Sur Radio
- Premi Ondas d'Or de Ràdio: Matías Prats Cañete
- Premi Ondas al millor espai publicitari en ràdio: “Empleado” de Viajes El Corte Inglés, directors Creatius: Guillermo Fesser i Juan Luis Cano (Gomaespuma).
- Premis internacionals: Doba razuma de Radio-Televizija Srbije i Bertelsen de DR2
- Premi de Publicitat: Gallina Blanca - Avecrem

## Premis de televisió
- Millor sèrie: Cuéntame como pasó TVE-1
- Millor programa d'entreteniment: (ex aequo) Las noticias del guiñol de Canal+ i La columna de TV3
- Millor programa que destaqui per la seva innovació i original: Me lo dices o me lo cuentas de Telemadrid
- Millor programa que destaqui pel seu servei a la societat: Cobertura informativa del desastre ecològic del Prestige (Telecinco)
- Premi Ondas d'Or de Televisió: Chicho Ibáñez Serrador
- Premis internacionals de Televisió: Das rote Quadrat: Die 'Prestige' - Das Öl und ein Kartell des Schweigens (Hessischer Rundfunk) i Le sorelle Guerra TSI/SSR), amb menció especial a Out of Control (BBC)

## Premis Iberoamericans de ràdio i televisió
- Millor programa, professional o emissora de ràdio o televisió: FM Palermo de Buenos Aires (Argentina) i Jacobo Zabludowsky

## Premis de Cinema
- Millor pel·lícula: Te doy mis ojos d'Icíar Bollaín
- Millor actor: Javier Cámara per Torremolinos 73 i Los abajo firmantes
- Millor actriu: Candela Peña per Torremolinos 73, Te doy mis ojos i Descongélate.
- Premio Cinemanía: Marisa Paredes

## Premis de Música
- Millor cançó: No es lo mismo d'Alejandro Sanz
- Millor artista espanyol: Alejandro Sanz
- Millor Grupo revelación: Andy y Lucas
- Millor àlbum: Lo que te conte mientras te hacías la dormida de La Oreja de Van Gogh
- Millor Videoclip: Ojú de Las Niñas
- Millor artista o grup llatí: Tribalistas
- Millor artista o grup revelació llatí: Bacilos
- Millor creador musical: Chambao
- Millor artista o grup en directe: Antonio Orozco
- Obra més notòria en el flamenc: Bebo Valdés i Diego el Cigala per Lágrimas negras.
- Premis especials del jurat: Rod Stewart, Phil Collins i Sting